# Ewaldita
L'ewaldita és un mineral de la classe dels carbonats, que pertany al grup de la mckelveyïta. Rep el seu nom del professor Paul Peter Ewald (1888–1985), físic i cristal·lògraf alemany fundador de Zeits.

## Característiques
L'ewaldita és un carbonat de fórmula química BaCa(CO₃)₂·2,6H₂O. Cristal·litza en el sistema hexagonal. Forma cristalls tabulars prismàtics hexagonals o piramidals, de fins a 5 mil·límetres; sintàcticament fent intercreixements amb la mckelveyita-(Y).
Segons la classificació de Nickel-Strunz, l'ewaldita pertany a «05.CC - Carbonats sense anions addicionals, amb H₂O, amb elements de terres rares (REE)» juntament amb els següents minerals: donnayita-(Y), mckelveyita-(Y), weloganita, tengerita-(Y), kimuraïta-(Y), lokkaïta-(Y), shomiokita-(Y), calkinsita-(Ce), lantanita-(Ce), lantanita-(La), lantanita-(Nd), adamsita-(Y), decrespignyita-(Y) i galgenbergita-(Ce).

## Formació i jaciments
Es troba en nuclis de perforació en llits de trona a marlstone dolomítica. També en carbonatites i filons hidrotermals en les roques ígnies alcalines. Sol trobar-se associada a altres minerals com: mckelveyita-(Y), shortita, labuntsovita, leucosfenita, searlesita, hematites, kukharenkoïta-(Ce), belovita, fluorita, nenadkevichita, ancilita-(Ce), sinchisita-(Ce), burbankita, calcita, barita i ortoclasa. Va ser descoberta l'any 1971 a les formacions del Green River, al comtat de Sweetwater, Wyoming (Estats Units).